# Vila fortificada de Baó

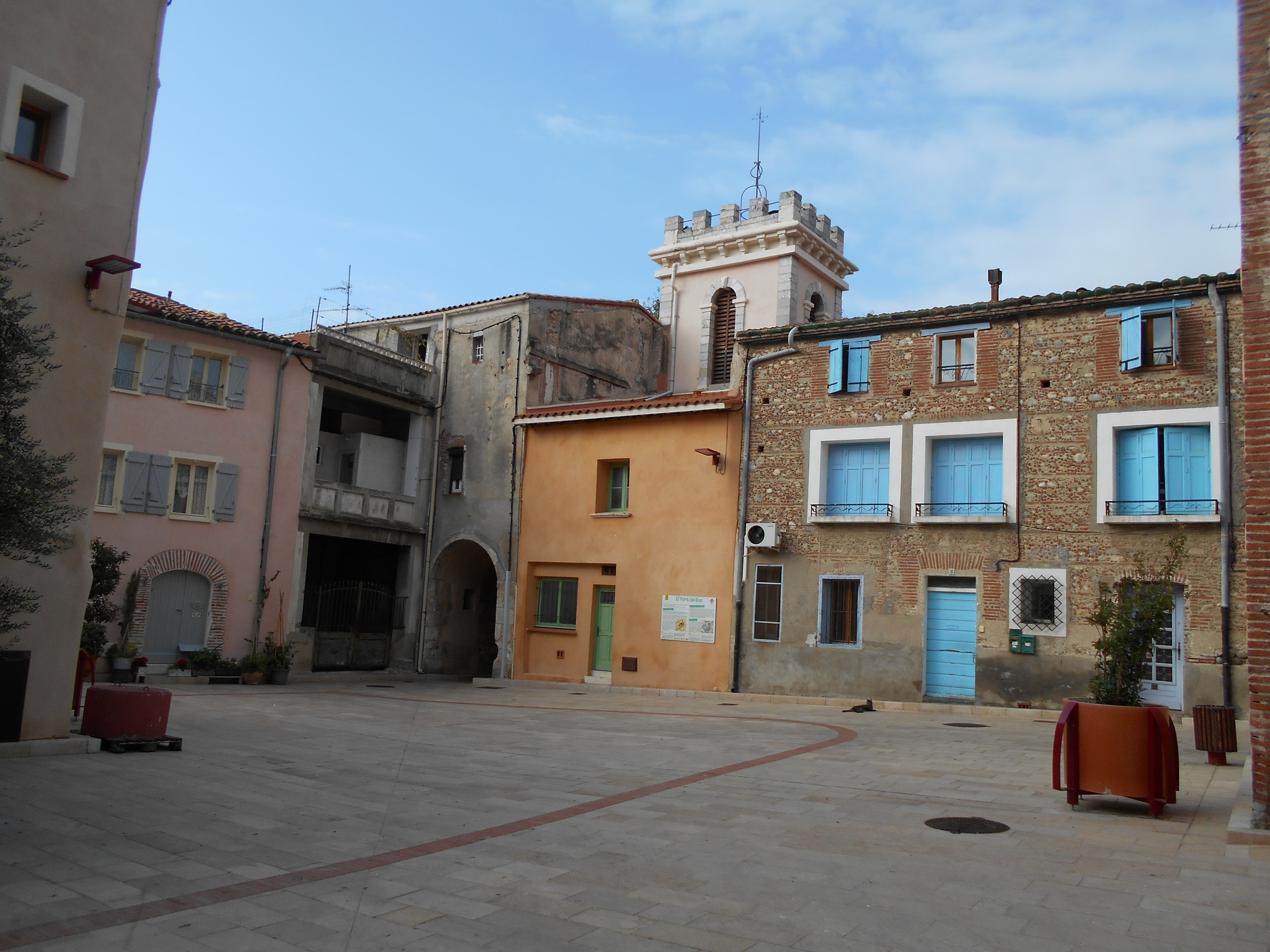
Plaça de la cellera de Baó. Al mig de l'espai, el lloc que ocupaven les cases enderrocades recentment

La Vila fortificada de Baó és la fortificació medieval d'estil romànic del poble de Baó, a la comarca del Rosselló, Catalunya del Nord.
Envoltava la totalitat del poble. Adoptava una forma quasi del tot quadrada, amb l'església parroquial de Sant Vicenç al bell mig. Fou construïda pels senyors del lloc, el monestir de Cuixà el 1173, sota permís d'Alfons I, el qual, en l'autorització fa constar una fortificació o clos tan fort com fos possible, feta de terra o de pedres, i també una torre i uns valls.

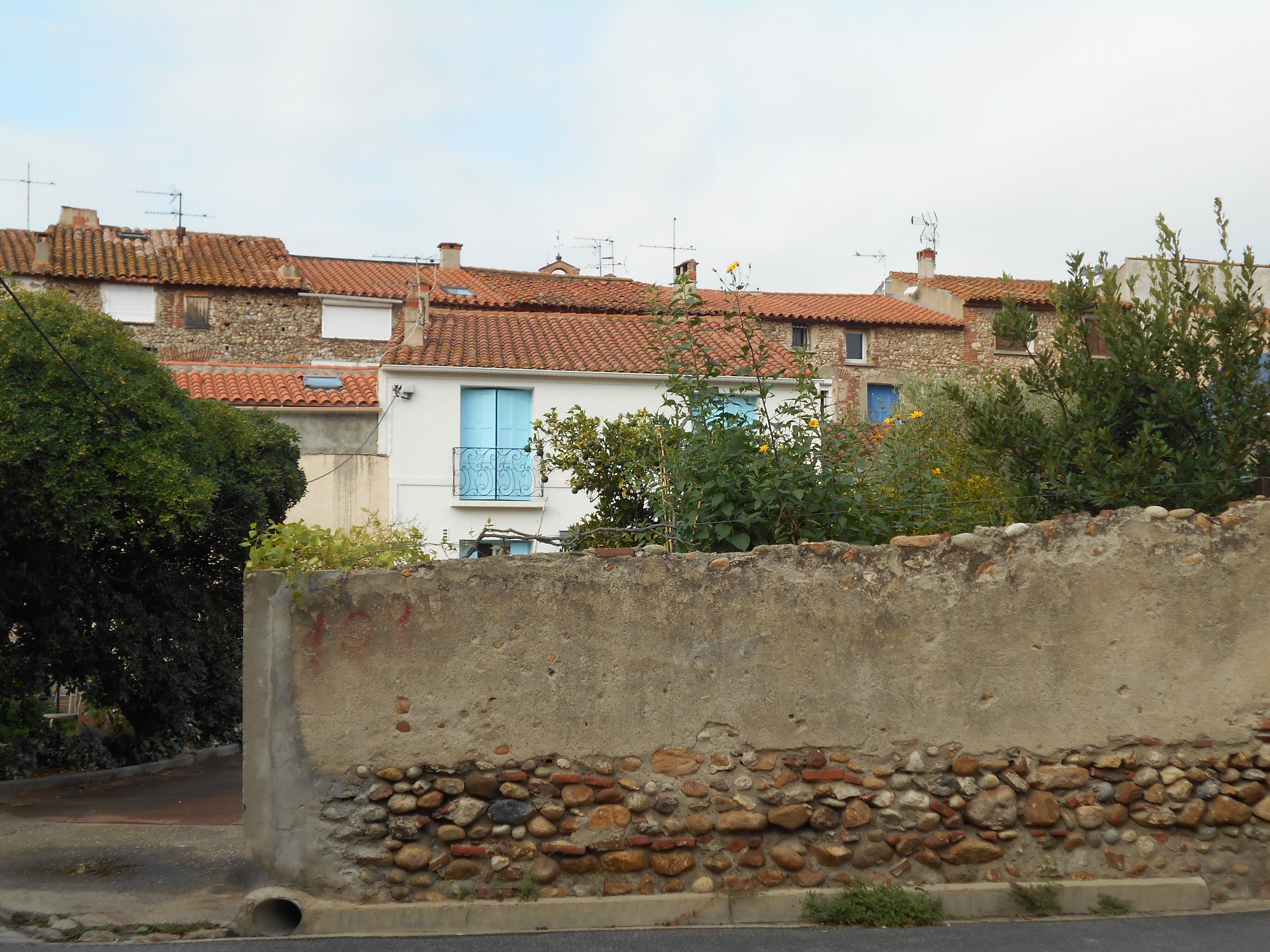
Al fons, tram de muralla conservat, al sud-est de la vila closa

Feia uns 65 metres d'est a oest per uns 50 de nord a sud, i la muralla era feta amb còdols de la Tet. Se'n conserva un portal, però és tardà: devia substituir-ne un de més antic. Un segon portal devia obrir-se cap al nord; a l'actual Casa de la Vila es conserva un pas cap a l'interior del recinte de la cellera que va substituir el tram de muralla que tancava el recinte en aquest lloc i el portal que s'hi obria.